# Tachygyia microlepis
Tachygyia microlepis — вимерлий вид сцинкоподібних ящірок родини сцинкових (Scincidae), що був ендеміком Тонги і єдиним представником монотипового роду Tachygyia.

## Опис
Tachygyia microlepis відомі за кількома зразками, зібраними на острові Тонгатапу на початку XIX століття. Ймовірно, вони жили в підліску і вели наземний спосіб життя. В подальшому вид не спостерігався і був визнаний вимерлим. Причиною його вимирання було знищення природного середовища, а також хижацтво з боку інтродукованих собак, свиней і щурів.